# 方言学
方言学（英語：Dialectology，源自希腊语διάλεκτος）是对于方言的科学性研究。方言学是社会语言学的一个子类。它主要根据地理分布及与之相关的特征来研究语言变化。方言学将这样的主题视为来自共同祖先的两种局部方言的分歧和共时变化。
方言学家最终关注的是与局部性地区相对应的语法、词汇和语音特征，因此，它们不仅研究在在某一地区已经生活数代的人口，同时也研究那些将他们的语言带至新地区的移民群体。（详见语言接触）
方言学中经常研究的概念包括：在定义语言和方言时的相互理解性问题；双层语言，两种方言被用作不同的功能；方言的连续性，包括一些相互可部分理解的方言；多中心主义，一种实质上是单一起源的语言以两种或多种标准语言的形式存在。

## 历史

### 英语方言
在伦敦，12世纪的文献中记载着对于不同方言的评论，且19世纪出版了大量的词汇表（注重于词汇）。因方言保留了部分单词的早期形式，文献学家也会对方言进行研究。
在英国，文献学家亚历山大·约翰·艾利斯在其专著《早期英语发音》的第5卷中描述了早期语音系统中英语方言的发音。随后，Joseph Wright创立了英语方言协会，以此来记录不列颠诸岛的方言词汇。这项工作最终导致了1905年六卷本《英语方言词典》的产生。随后，英语方言协会被认为已全面完成其职责，因而遭到解散，尽管直至今日仍有部分地区性分支（如约克郡方言协会）在运作。
传统的方言学研究主要致力于制作“方言地图”，即在地理地图上绘制假想的线来标示不同的方言区域。然而，传统语言学研究方法的淘汰使得语言学家们开始更加关注于社会因素。因此，方言学家们开始研究社会与地域性差异。《美国语言图集》是最早将社会因素纳入考虑的方言研究之一。
在哈罗德·奥顿的领导下，利兹大学成为了英语方言研究的中心，并成立了方言与民俗生活研究学会。在1950年代，利兹大学进行了英语方言调查，调查范围覆盖整个英格兰、部分威尔士边缘地区和曼岛地区。此外，在1975年奥顿去世之前，利兹大学承办了一百多个方言专刊。该学会在1983年9月为适应大学的预算削减而遭到关闭，但如今，其方言学研究已经成为了位于布莱顿图书馆利兹白话文化档案馆的专藏。
这种利益转移最终造就了社会语言学，社会科学和方言学的一种混合产物。然而，格雷厄姆·索罗克斯争辩称在方言学中总存在着社会学因素，因此社会语言学家得出的许多结论，实际上都能够在传统方言学家的著作中被找到。
在美国，在社会语言学出现之前，大多数方言学的作品都是基于区域的。Hanson Kurath在1939年出版了《新英格兰语言地理手册》。对于中大西洋和南大西洋州、中北部、中上西部、太平洋海岸和海湾国家的类似作品也在随后出版。

### 法语方言
1880年，朱尔斯·吉利耶龙出版了一套记录了瑞士25个法语地区的地图集。1888年，吉利耶龙提出《法国语言图集》，以回应加斯顿·帕里斯提出的关于可能被标准法语代替的法语方言的调查。地图集的首席实地考察工作者埃德蒙·埃德蒙特调查了位于法国、比利时、瑞士和意大利的法语区中共计639个农村地区，问卷调查一开始包含了1400个问题，但之后增加到超过1900个。地图册在1902年到1910年间出版，共13卷。

### 德语方言
在德国，第一个对方言的比较研究是约翰·安德烈亚斯·施米勒 ）于1821年出版的《巴伐利亚方言》（The Dialects of Bavaria），其中包括了一个语言地图集。
在1873年，利比希（L. Liebich）通过邮寄一个音韵学和语法学的问卷的方式，调查了阿尔萨斯境内的德语地区。但它从来没有公布过他的调查结果。
在1876年，爱德华·西弗斯出版了《语音学的元素》（Elements of Phonetics）。同时，一些学者们建立了Neogrammarian。这项语言学上的工作影响了德语国家中方言学的发展。同年，乔斯特·温特勒Jost Winteler出版了一套关于瑞士格拉鲁斯州内Jerenzen的方言的专著，该书随即成为了特定方言专著领域中的典范。
同年，格奥尔格·温克，一位来自杜塞尔多夫的年轻教师，向德国北部地区邮寄了调查问卷。这些邮寄问卷包含了一系列由标准德语写就的句子。这些句子随即被转写为当地方言，反映出方言间的差异。随后，他将自己的工作范围扩展到德意志帝国全境，包括那些自该领土被德国占领以后绝种的东部方言。温克的工作随后成为了马尔堡大学《德语地图集》。1911年温克去世后，弗迪南德·弗雷德继续进行着这项工作，调查问卷的范围逐渐扩大到德国和奥地利全境。

### 意大利语及柯西嘉语方言
完成了在法国的工作后，埃德蒙·艾德蒙特为完成《科西嘉语言地图集》（Atlas Linguistique de la Corse）而前往调查科西嘉岛的44处地点。
两位法国学生卡尔·雅伯格和雅各布·贾德在《意大利和瑞士南部的语言和主题地图集》（Sprach- und Sachatlas Italiens und der Südschweiz）中调查了意大利和瑞士南部的意大利方言。这项工作影响了汉斯·库拉斯在美国进行的工作。

### 苏格兰语及盖尔语方言
在1949年，爱丁堡大学进行了苏格兰语言学调查。
调查的第一部分研究了苏格兰低地、设德兰群岛、奥克尼群岛、北爱尔兰及英格兰最北端的两个县（坎伯兰郡和诺森伯兰郡）的苏格兰语方言。调查结果于1975至1985年期间出版，共三卷。
第二部分研究了盖尔语方言，内容包括在苏格兰高地及西部群岛出现的盖尔语和英语混用现象。研究结果于1994年至1997年间由Cathair ó Dochartaigh出版，共五卷。

## 数据收集方法
方言研究者主要通过调查问卷来收集有关其调查的方言的信息。这些问卷不应与所谓“书面调查”混淆，后者在方言学中也曾取得一些应用，且最近在语言学上有着更普遍的再度流行趋势。调查问卷有两种主要形式：直接的与非直接。
研究人员使用直接方法进行面对面访谈时，会向受试者提出一系列问题，这些问题需要特定的答案，并旨在收集词汇或语音信息。例如，语言学家会向受试者询问一系列物体的名称，或要求他重复特定的词语。
非直接的问卷通常是开放式的，并且较直接问卷而言要花更长的时间去完成。研究者使用此方法时，将会与一个受试者坐在一起并针对某一特定主题展开对话。例如，他也许会询问受试者有关农活、食物、料理或类似方面的话题，并从受试者提供的信息中收集词汇和语音信息。研究者也许还会给句子开一个头，并请受试者继续完成这一句子，或是询问他一个并不需要特定答案的问题，如“这附近最常见的植物是什么？”

## 相互理解性
有些人试图通过这样一种方式将“语言”与“方言”的概念区分开来，即同一种语言的方言之间是相互可以理解的。然而这一标准的武断应用是站不住脚的，如下有关意大利语与西班牙语的例子就说明了这一点。虽然这两种语言的母语者或多或少能够相互理解（基于谈论话题及对于语言差异的个人经验），但无论如何也不会有人想要将意大利语与西班牙语分类为是同一种语言的两种方言——除却历史原因。尽管西班牙语和意大利语有相似性，并且在不同程度上能够相互理解，但它们之间在音韵学、语法学、词法学和词汇方面的差异已经足够大，因而不能将二者看作是同一种语言的方言（尽管它们有着共同的祖先：拉丁语）。

## 双层语言
另一方面的问题出现在双层语言上，这一概念用来描述这样一种情况：一个特定的社会环境中，存在着两种关系紧密的语言，其中一种有着更高的地位，通常被广泛应用于政府部门并用于书写正式文书，另一种地位较低，通常被用作白话。梵语便是这种情况的一例。梵语通常被认为是在印度北部正确的说话方式，但这只是对于上等阶层而言的，普拉克里特诸语言才是于民众中常见的（非正式，白话）的说话方式。另外的例子有标准标准德语?瑞士德语、汉语文言文?下层方言等。
在全世界很多社会中，不同程度的双层语言现象仍十分普遍。

## 方言连续体
方言连续体指的是多种方言所构成的网络，其中在地理上临近的方言之间是能够互相理解的，但这种可理解性将会随着方言之间距离的增加而衰减。一个例子是荷兰语-德语方言连续体，一个有着两种公认书面标准的巨大方言网络。虽然标准荷兰语与标准德语之间的相互理解性十分有限，但一条方言链将他们联系在了一起。由于标准语言多个世纪以来的影响（特别是在德国北部，那里的本土方言直至今日仍岌岌可危），连续体中地理距离较远的方言之间在可理解性方面出现了许多隔阂，但在过去这些隔阂实际上是不存在的。
罗曼语族的语言——包括加利西亚语、葡萄牙语、西班牙语、西西里语、加泰罗尼亚语、欧西坦语、普罗旺斯语、法语、撒丁岛语、罗马尼亚语、罗曼什语、弗留利语、意大利语、Ibero-Romance方言及其它——形成了另一个著名的连续体，其内部之间有着不同程度的相互理解性。
在这两个地区——日耳曼语族连续体和罗曼语族连续体——与方言这一术语相关的概念常被广泛误解，这给如今欧盟在支持少数民族语言方面措施的实行带来了极大的困难。最显著的一个例子是在意大利，仍有部分人口在使用它们本地的语言（dialetto）作为在家中或在工作场所中的主要交流手段。这一困难是由人们对术语的混淆所引起的。那些通常被称作为意大利语方言Italian dialects的语言实际上是罗曼语族中意大利语的姊妹语言，而不是意大利语的变种，真正的变种应被称作italiano regionale（regional Italian，区域意大利语）。传统上“意大利语方言”这一标签的含义更倾向于地缘政治而不是语言学：例如，波轮亚语和那不勒斯语都被称作意大利语方言，但它们之间相差的程度正如意大利语与西班牙语之间那样大。如果将“意大利语方言”理解为“意大利语的方言”而不是“在意大利领土上的少数民族所讲的语言”——即罗曼语族连续体中的一部分，则会引起误解。例如，威尼斯固有的罗曼语族语言是与意大利语同源的，但其与国家语言之间在音韵学、语法学、词法学和词汇方面的差异相当的大，因而没有理由将其看作是国家语言的一种派生或是变种。威尼斯语在地理意义和分类学意义上被看作“意大利语方言”（Italian dialects），然而它实际上不是“意大利语的一种方言”（dialect of Italian）。

## 多中心语言
多中心语言指的是一个有着两种及以上标准形式的单一起源语言。一个例子是印度斯坦语，包含两种标准变体：乌尔都语和印地语。另一个例子是挪威语，其中书面挪威语紧随丹麦语和瑞典语发展，而新挪威语则成为了一种基于古方言进行了部分重构的语言。二者如今在挪威都被认为是官方语言。
在某种意义上，方言的集合可以被理解作一个通变系统（diasystem，汇集各种方言的一个抽象概念）的一部分。在生成文法中，这种差别可以通过几条规则辨别出来。一个例子是奥克西唐语（一种对于法国南部一系列相关变种的统称）中“cavaL”（马，源自晚期拉丁语）一词可由如下几条体现形式而被认为是非系统性的形式：
- 朗格多克方言： caval [kaβal] (L > [l], 有时为软颚音，与法语借词形式chival 或 chivau兼用);
- 利穆赞方言： chavau [t?avau] (ca > cha及-L > -u);
- 普罗旺斯方言： cavau [kavau] (-L > -u, 与法语借词形式 chival 或 chivau兼用);
- 加斯科涅方言： cavath [kawat] (final -L > [t], 有时采用颚音化, 与法语借词形式chibau兼用 )
- 奥弗涅及维瓦罗-阿尔卑斯方言： chaval [t?aval] (与利穆赞方言中ca簇采用相同处理方式)

这种概念上的方法也可用于实际情况。例如，当一个这样的通变系统被确定时，这种方法可被用于建立一个强调变体之间的共通性的音素拼写法。这样的一个目标可能会，也可能不会符合社会政治的需求。

## 距离扩展语言框架
一个由语言学家们开发的分析范式被称为距离扩展语言（暂译）框架。事实证明，这一概念在欧陆语言学家中十分流行，但在英语国家中并不出名，尤其是对于那些没有经过语言学训练的人们来说。尽管这只是众多可能范式中的一种，但它的优点在于其可以被受过训练的语言学家为实现特定目的而构建，如对语音特征进行分析和分类。此外，它还有着中立的优点，即它能将已被政治染指的“语言”和“方言”等词，替换为尚还没有承载政治、文化及情感内蕴的德语形式“abstand language”和“ausbau language”。